# النا ساتینی
النا ماریه ساتینی (گرجی: ელენა მარჯა სატინი; انگلیسی: Elena Marié Satine ;زاده ۲۴ نوامبر ۱۹۸۷) بازیگر و خواننده گرجستانی-آمریکایی است.
از آثار وی در تلویزیون می‌توان به مجموعه تلویزیونی شهر جادو (۲۰۱۲) در شبکهٔ استارز، مجموعه درام شبکهٔ ای‌بی‌سی انتقام (۲۰۱۴)، و سریال وسترن فضایی نتفلیکس کابوی بیباپ (۲۰۲۱) اشاره کرد.